# Cristina-Adela Foişor
Cristina-Adela Foişor (Petroșani, 7 giugno 1967 – Timişoara, 22 gennaio 2017) è stata una scacchista rumena.
Ottenne il titolo di Grande maestro femminile nel 1991 e di Maestro internazionale femminile nel 1997.
Era sposata con il Maestro internazionale Ovidiu Foișor, con il quale ha avuto due figlie: Sabina Foisor, Grande maestro femminile, e Mihaela-Veronica Foișor, Maestro internazionale femminile.
È deceduta il 22 gennaio 2017 per una polmonite a soli 49 anni in un ospedale di Timişoara.
Nella città dove è scomparsa il 5 e 6 agosto 2023 è stato disputato un torneo Rapid a lei dedicato, compreso nel Grand Prix di Romania .

## Principali risultati
Vinse cinque volte il campionato rumeno femminile (1989, 1998, 2011, 2012 e 2013). Partecipò ai campionati del mondo femminili del 2001, 2006, 2010 e 2012.
Dal 1988 al 2016 ha partecipato con la nazionale rumena femminile a 14 edizioni delle olimpiadi degli scacchi (7 volte in 1ª scacchiera), ottenendo complessivamente il 57,9% dei punti (+56 =57 –33).
Nel 1998, con il club "AEM Luxten Timișoara", vinse la sezione femminile della Coppa europea per club e il secondo posto nel 1999 e 2011.
Nel 2006 vinse, alla pari con Anna Zatonskih, il "Women GM Tournament" di Marsiglia.